# پارییاس
پارییاس (به اسپانیایی: Parrillas) یک شهرستان در اسپانیا است که در استان تولدو واقع شده‌است.

## خصوصیات
پارییاس ۵۱ کیلومترمربع مساحت و ۴۱۰ نفر جمعیت دارد و ۸۰۰ متر بالاتر از سطح دریا واقع شده‌است.